# Charinus montanus
Espèce
Charinus montanus est une espèce d'amblypyges de la famille des Charinidae.

## Distribution
Cette espèce est endémique d'Espírito Santo au Brésil,. Elle se rencontre vers Domingos Martins, Santa Teresa et Alegre.

## Description
La carapace des mâles mesure de 2,61 à 3,30 mm de long sur de 4,50 à 4,95 mm et celle des femelles mesure de 2,05 à 3,19 mm de long sur de 4,00 à 5,06 mm.

## Étymologie
Son nom d'espèce lui a été donné en référence au lieu de sa découverte, une montagne.

## Publication originale
- Weygoldt, 1972 : « Charontidae (Amblypygi) aus Brasilien. Beschreibung von zwei neuen Charinus-Arten, mit Anmerkungen zur Enwticklung, Morphologie und Tiergeographie und mit einem Bestimm ungsschlussel fur die Gattrung Charinus. » Zoologische Jahrbücher, Abteilung für Systematik, Ökologie und Geographie der Tiere, vol. 99, no 1, p. 107-132.